# Rajdowe Samochodowe Mistrzostwa Polski 2021

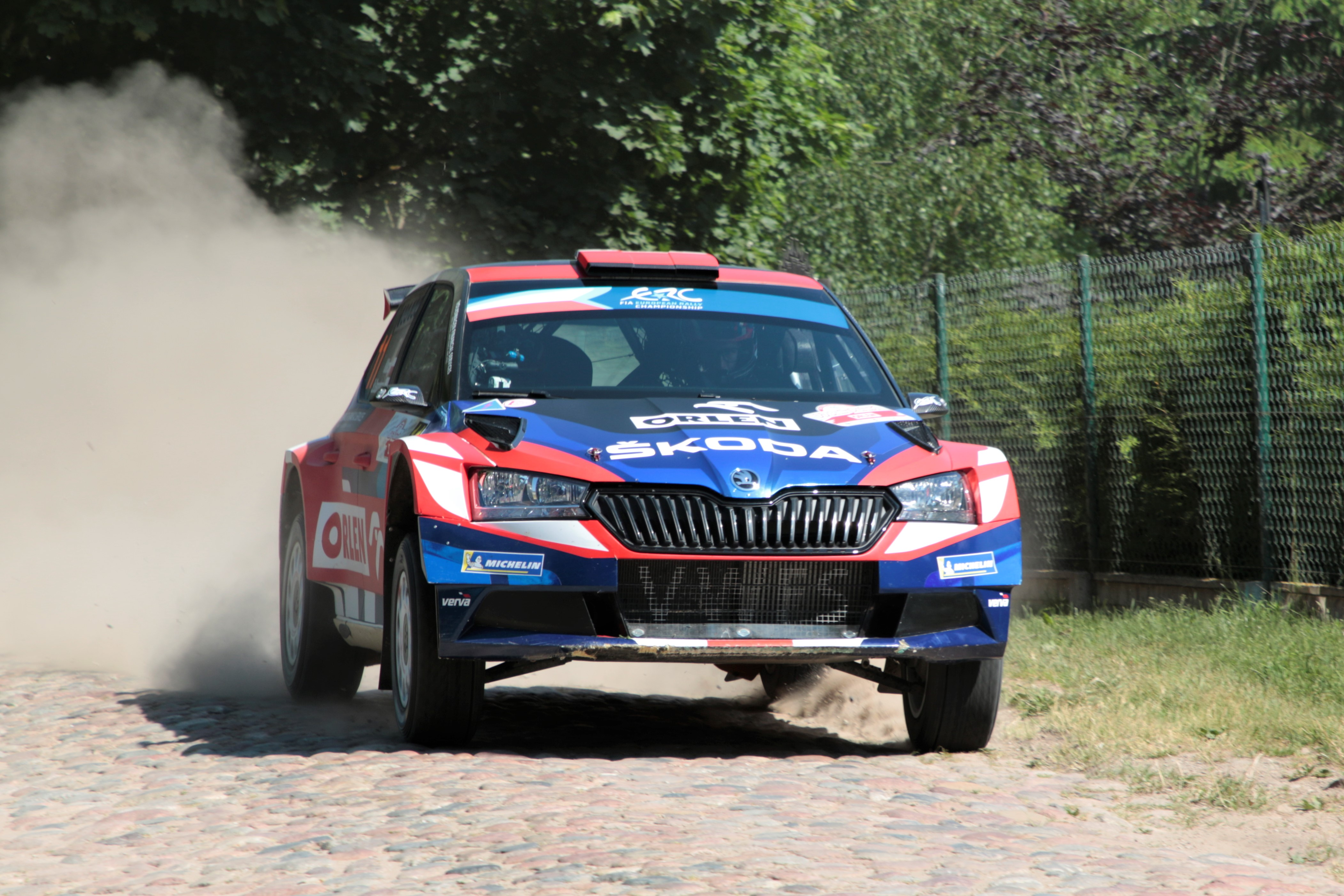
Mistrz Polski 2021 Mikołaj Marczyk podczas Rajdu Polski 2021

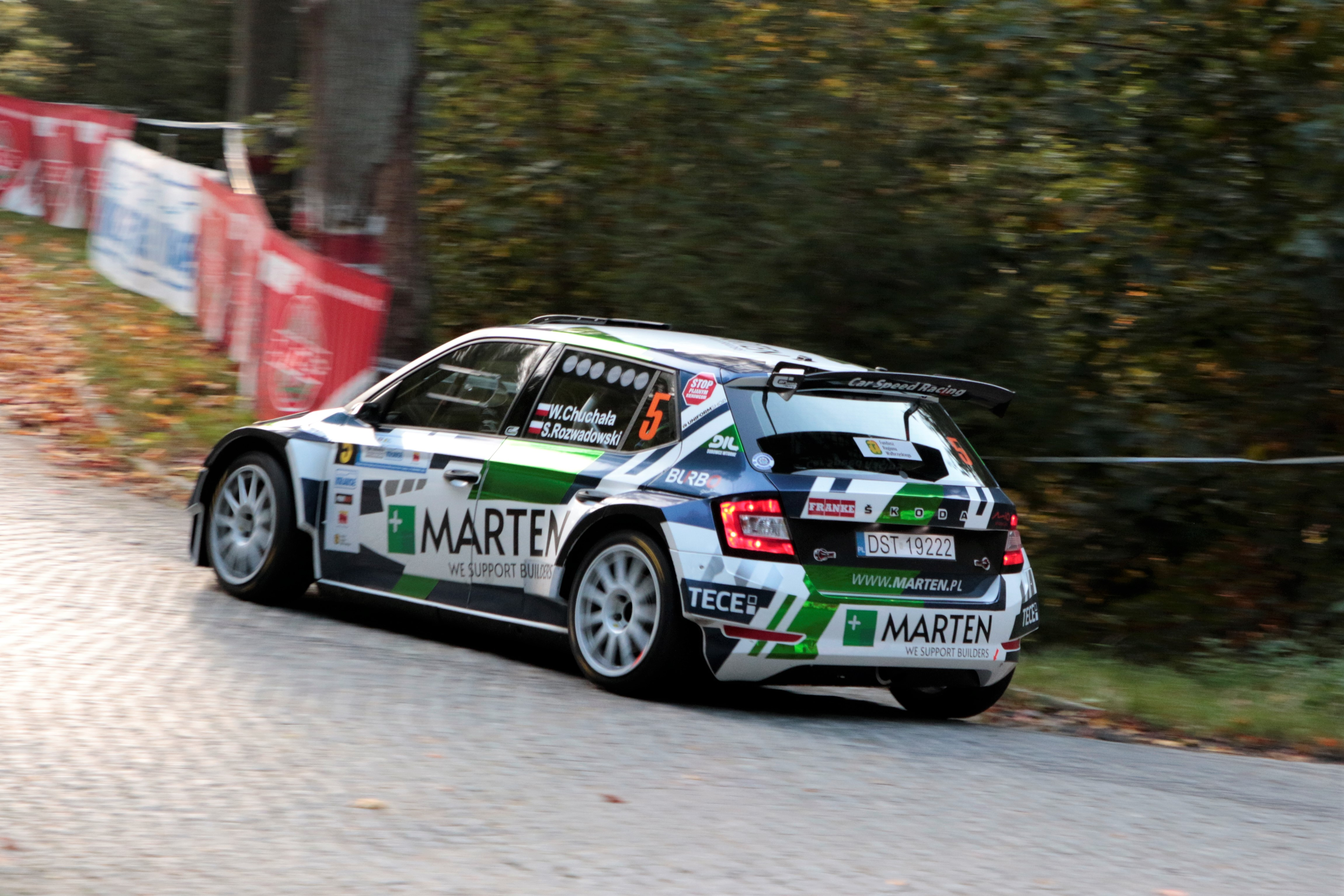
Wicemistrz Polski 2021 Wojciech Chuchała podczas Rajdu Świdnickiego 2021

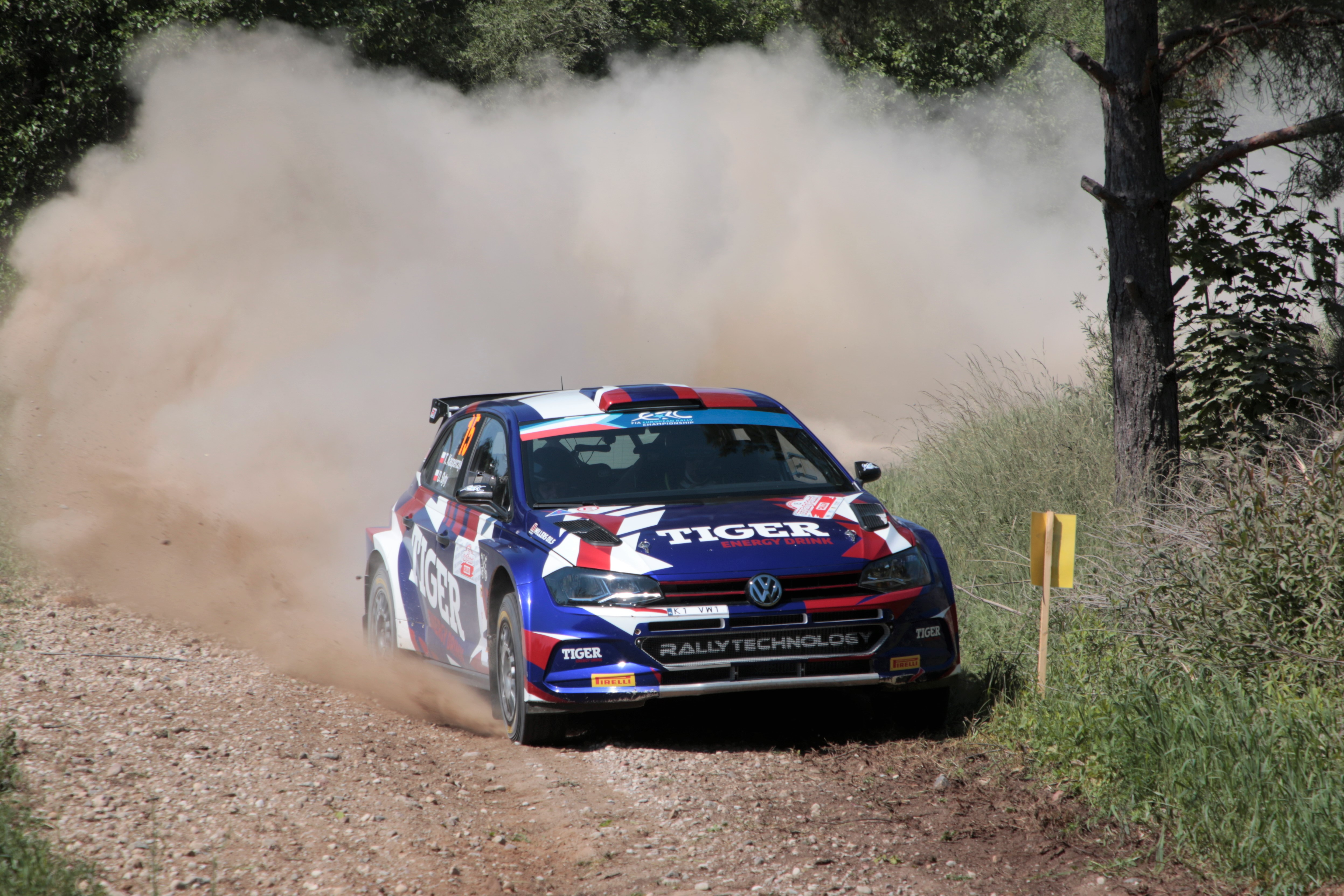
Drugi wicemistrz Polski 2021 Tomasz Kasperczyk podczas Rajdu Polski 2021

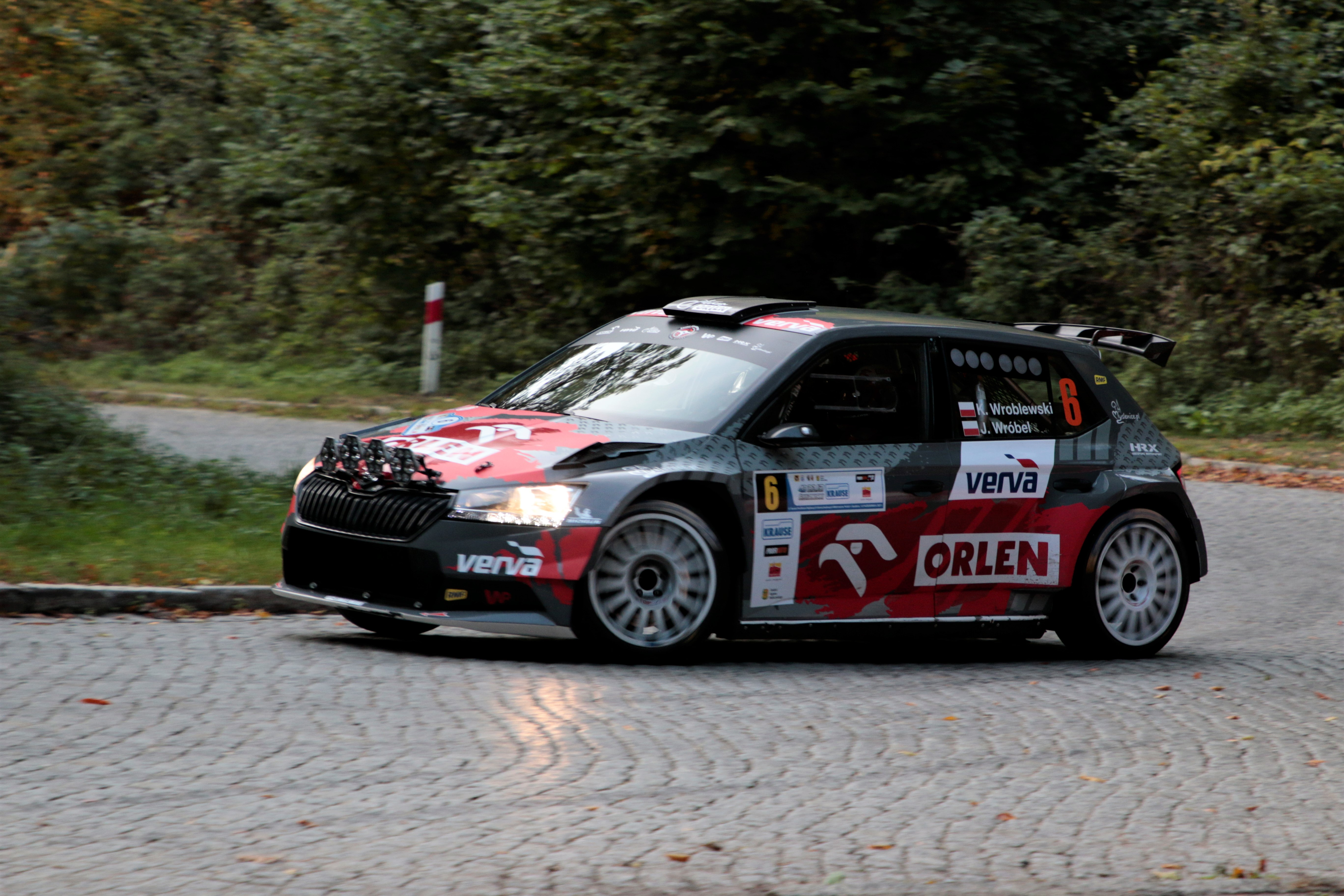
Czwarty zawodnik RSMP 2021 Kacper Wróblewski podczas Rajdu Świdnickiego 2021

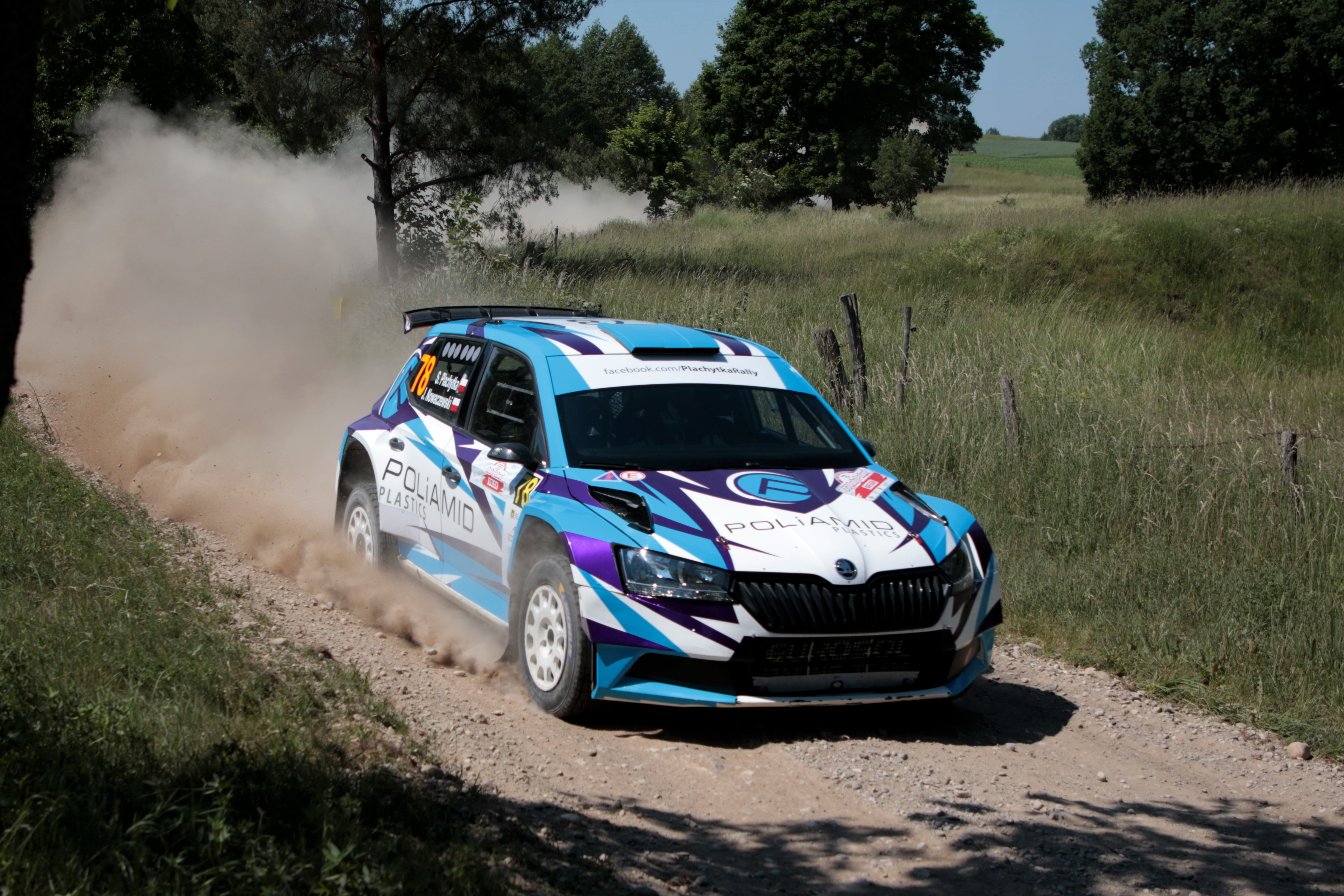
Piaty zawodnik RSMP 2021 Sylwester Płachytka podczas Rajdu Polski 2021

Rajdowe Samochodowe Mistrzostwa Polski 2021 (a właściwie ProfiAuto Rajdowe Samochodowe Mistrzostwa Polski 2021) to kolejny sezon rajdów samochodowych rozgrywanych w roku 2021, mających na celu wyłonienie najlepszego kierowcy wraz z pilotem na polskich drogach, organizowany przez Polski Związek Motorowy. Tytularnym sponsorem tego sezonu była firma ProfiAuto. Sezon obejmował siedem rund, podzielonych na dwie kategorie. Do pierwszej zaliczono rajdy: Polski, Rzeszowski, Koszyc, a do drugiej kategorii rajdy: Świdnicki-Krause, Nadwiślański, Žemaitija, Śląska. W tym sezonie, aby zdobywać punkty w jakiejkolwiek klasyfikacji rocznej i być sklasyfikowanym na koniec sezonu, kierowca musiał dokonać rejestracji do cyklu RSMP. Kolejną zmianą była punktacja odcinka Power Stage. W roku 2021 punktacja ta, oprócz klasyfikacji generalnej i 2WD, obejmowała również klasyfikację poszczególnych klas rajdu (podobnie jak w mistrzostwach WRC) wg następujących niezmienionych zasad: 5, 4, 3, 2, 1 pkt. za zajęcie poszczególnych miejsc od pierwszego do piątego w danej klasyfikacji.
Mistrzem Polski w klasyfikacji generalnej w sezonie 2021 został Mikołaj Marczyk, najmłodszy (25 lat) dwukrotny mistrz w historii polskich rajdów. Wygrał on pięć z siedmiu eliminacji RSMP. Drugie miejsce zajął Wojciech Chuchała, a trzecie Tomasz Kasperczyk.

## Kalendarz
W porównaniu do roku 2020, kalendarz RSMP 2021, jest taki sam jak planowany pierwotnie na rok 2020.
| Runda | Data               | Nazwa rajdu               | Baza rajdu | Nawierzchnia | Zwycięzca         |
| ----- | ------------------ | ------------------------- | ---------- | ------------ | ----------------- |
| 1     | 4–6 czerwca        | Rajd Žemaitija 2021       | Kielmy     | Szuter       | Mikołaj Marczyk   |
| 2     | 18–20 czerwca      | 77. Rajd Polski           | Mikołajki  | Szuter       | Mikołaj Marczyk   |
| 3     | 16–18 lipca        | 8. Rajd Nadwiślański      | Puławy     | Asfalt       | Mikołaj Marczyk   |
| 4     | 5–7 sierpnia       | 31. Rajd Rzeszowski       | Rzeszów    | Asfalt       | Erik Cais         |
| 5     | 10–12 września     | 5. Rajd Śląska            | Chorzów    | Asfalt       | Mikołaj Marczyk   |
| 6     | 1–3 października   | 49. Rajd Świdnicki KRAUSE | Świdnica   | Asfalt       | Kacper Wróblewski |
| 7     | 15–17 października | 46. Rajd Koszyc           | Koszyce    | Asfalt       | Mikołaj Marczyk   |

1. ↑  Zwycięzcą klasyfikacji generalnej Rajdu Žemaitija 2021 był Litwin Vaidotas Žala, Mikołaj Marczyk w klasyfikacji generalnej zajął piąte miejsce, a wygrał klasyfikację RSMP
2. ↑  Zwycięzcą klasyfikacji generalnej Rajdu Polski 2021 był Rosjanin Aleksiej Łukjaniuk, Mikołaj Marczyk w klasyfikacji generalnej zajął trzecie miejsce, a wygrał klasyfikację RSMP

## Zgłoszeni kierowcy
Poniższa lista zgłoszeń obejmuje tylko zawodników jeżdżących samochodami najwyższej grupy R5 i zarejestrowanych do zdobywania punktów w cyklu RSMP w sezonie 2021.
| Producent  | Samochód               | Kierowca            | Pilot                 |
| ---------- | ---------------------- | ------------------- | --------------------- |
| Citroën    | Citroën C3 Rally2      | Łukasz Kotarba      | Tomasz Kotarba        |
| Ford       | Ford Fiesta R5         | Marek Nowak         | Adam Grzelka          |
| Ford       | Ford Fiesta R5         | Adam Stec           | Dariusz Zdanowicz     |
| Ford       | Ford Fiesta R5         | Hubert Maj          | Magdalena Kisiel      |
| Ford       | Ford Fiesta Rally2     | Jarosław Kołtun     | Ireneusz Pleskot      |
| Ford       | Ford Fiesta Rally2     | Robert Kocik        | Sebastian Wach        |
| Ford       | Ford Fiesta Rally2     | Erik Cais           | Jindřiška Žáková      |
| Hyundai    | Hyundai i20 R5         | Jarosław Szeja      | Marcin Szeja          |
| Hyundai    | Hyundai i20 R5         | Jacek Jurecki       | Kamil Kozdroń         |
| Hyundai    | Hyundai i20 R5         | Maciej Lubiak       | Grzegorz Dachowski    |
| Hyundai    | Hyundai i20 R5         | Daniel Chwist       | Kamil Heller          |
| Škoda      | Škoda Fabia Rally2 evo | Mikołaj Marczyk     | Szymon Gospodarczyk   |
| Škoda      | Škoda Fabia Rally2 evo | Grzegorz Grzyb      | Michał Poradzisz      |
| Škoda      | Škoda Fabia Rally2 evo | Kacper Wróblewski   | Jakub Wróbel          |
| Škoda      | Škoda Fabia Rally2 evo | Adrian Chwietczuk   | Jarosław Baran        |
| Škoda      | Škoda Fabia Rally2 evo | Wojciech Chuchała   | Sebastian Rozwadowski |
| Škoda      | Škoda Fabia Rally2 evo | Sylwester Płachytka | Jacek Nowaczewski     |
| Škoda      | Škoda Fabia Rally2 evo | Łukasz Kabaciński   | Jacek Kuśnierz        |
| Škoda      | Škoda Fabia Rally2 evo | Grzegorz Bonder     | Jakub Gerber          |
| Volkswagen | Volkswagen Polo GTI R5 | Tomasz Kasperczyk   | Damian Syty           |
| Volkswagen | Volkswagen Polo GTI R5 | Zbigniew Gabryś     | Krzysztof Janik       |

## Wyniki
| Runda | Nazwa Rajdu                                       | Podium  | Podium              | Podium                 | Podium    |
| Runda | Nazwa Rajdu                                       | Miejsce | Kierowca            | Samochód               | Czas      |
| ----- | ------------------------------------------------- | ------- | ------------------- | ---------------------- | --------- |
| 1     | Rajd Žemaitija (4–5 czerwca) — Wyniki             | 1       | Mikołaj Marczyk     | Škoda Fabia Rally2 evo | 54:42,7   |
| 1     | Rajd Žemaitija (4–5 czerwca) — Wyniki             | 2       | Adrian Chwietczuk   | Škoda Fabia Rally2 evo | +11,5     |
| 1     | Rajd Žemaitija (4–5 czerwca) — Wyniki             | 3       | Wojciech Chuchała   | Škoda Fabia Rally2 evo | +33,9     |
|       |                                                   |         |                     |                        |           |
| 2     | Rajd Polski (18–20 czerwca) — Wyniki              | 1       | Mikołaj Marczyk     | Škoda Fabia Rally2 evo | 1:50:26,0 |
| 2     | Rajd Polski (18–20 czerwca) — Wyniki              | 2       | Wojciech Chuchała   | Škoda Fabia Rally2 evo | +2:01,3   |
| 2     | Rajd Polski (18–20 czerwca) — Wyniki              | 3       | Grzegorz Grzyb      | Škoda Fabia Rally2 evo | +2:48,4   |
|       |                                                   |         |                     |                        |           |
| 3     | Rajd Nadwiślański (16–18 lipca) — Wyniki          | 1       | Mikołaj Marczyk     | Škoda Fabia Rally2 evo | 1:07:58,1 |
| 3     | Rajd Nadwiślański (16–18 lipca) — Wyniki          | 2       | Tomasz Kasperczyk   | Volkswagen Polo GTI R5 | +20,3     |
| 3     | Rajd Nadwiślański (16–18 lipca) — Wyniki          | 3       | Wojciech Chuchała   | Škoda Fabia Rally2 evo | +31,5     |
|       |                                                   |         |                     |                        |           |
| 4     | Rajd Rzeszowski (5–7 sierpnia) — Wyniki           | 1       | Erik Cais           | Ford Fiesta Rally2     | 1:30:20,8 |
| 4     | Rajd Rzeszowski (5–7 sierpnia) — Wyniki           | 2       | Mikołaj Marczyk     | Škoda Fabia Rally2 evo | +16,1     |
| 4     | Rajd Rzeszowski (5–7 sierpnia) — Wyniki           | 3       | Grzegorz Grzyb      | Škoda Fabia Rally2 evo | +2:01,3   |
|       |                                                   |         |                     |                        |           |
| 5     | Rajd Śląska (10–12 września) — Wyniki             | 1       | Mikołaj Marczyk     | Škoda Fabia Rally2 evo | 23:42,1   |
| 5     | Rajd Śląska (10–12 września) — Wyniki             | 2       | Kacper Wróblewski   | Škoda Fabia Rally2 evo | +16,8     |
| 5     | Rajd Śląska (10–12 września) — Wyniki             | 3       | Grzegorz Grzyb      | Škoda Fabia Rally2 evo | +18,9     |
|       |                                                   |         |                     |                        |           |
| 6     | Rajd Świdnicki KRAUSE (1–3 października) — Wyniki | 1       | Kacper Wróblewski   | Škoda Fabia Rally2 evo | 55:17,4   |
| 6     | Rajd Świdnicki KRAUSE (1–3 października) — Wyniki | 2       | Wojciech Chuchała   | Škoda Fabia Rally2 evo | +7,4      |
| 6     | Rajd Świdnicki KRAUSE (1–3 października) — Wyniki | 3       | Sylwester Płachytka | Škoda Fabia Rally2 evo | +30,7     |
|       |                                                   |         |                     |                        |           |
| 7     | Rajd Koszyc (15–17 października) — Wyniki         | 1       | Mikołaj Marczyk     | Škoda Fabia Rally2 evo | 1:11:33,5 |
| 7     | Rajd Koszyc (15–17 października) — Wyniki         | 2       | Wojciech Chuchała   | Škoda Fabia Rally2 evo | +35,0     |
| 7     | Rajd Koszyc (15–17 października) — Wyniki         | 3       | Łukasz Kotarba      | Škoda Fabia Rally2 evo | +48,0     |
|       |                                                   |         |                     |                        |           |

1. ↑  Zwycięzcą klasyfikacji generalnej Rajdu Žemaitija 2021 był Litwin Vaidotas Žala, Mikołaj Marczyk w klasyfikacji generalnej zajął piąte miejsce, a wygrał klasyfikację RSMP.
2. ↑  Drugie miejsce w klasyfikacji generalnej Rajdu Žemaitija 2021 zajął Litwin Martynas Samsonas, Adrian Chwietczuk w klasyfikacji generalnej zajął szóste miejsce, a klasyfikacji RSMP był drugi.
3. ↑  Trzecie miejsce w klasyfikacji generalnej Rajdu Žemaitija 2021 zajął Litwin Vladas Jurkevičius, Wojciech Chuchała w klasyfikacji generalnej zajął dziewiąte miejsce, a klasyfikacji RSMP był trzeci.
4. ↑  Zwycięzcą klasyfikacji generalnej Rajdu Polski 2021 był Rosjanin Aleksiej Łukjaniuk, Mikołaj Marczyk w klasyfikacji generalnej zajął trzecie miejsce, a wygrał klasyfikację RSMP.
5. ↑  Drugie miejsce w klasyfikacji generalnej Rajdu Polski 2021 zajął Norweg Andreas Mikkelsen, Wojciech Chuchała w klasyfikacji generalnej zajął siódme miejsce, a klasyfikacji RSMP był drugi.
6. ↑  Trzecie miejsce w klasyfikacji generalnej Rajdu Polski 2021 zajął Polak Mikołaj Marczyk, Grzegorz Grzyb w klasyfikacji generalnej zajął dziesiąte miejsce, a klasyfikacji RSMP był trzeci.

## Klasyfikacja kierowców RSMP[19]
Punkty otrzymuje 15 pierwszych zawodników, którzy ukończą rajd według klucza:
| Miejsce | 1  | 2  | 3  | 4  | 5  | 6  | 7  | 8  | 9 | 10 | 11 | 12 | 13 | 14 | 15 |
| Punkty  | 30 | 24 | 21 | 19 | 17 | 15 | 13 | 11 | 9 | 7  | 5  | 4  | 3  | 2  | 1  |

Dodatkowe punkty zawodnicy zdobywają za ostatni odcinek specjalny zwany Power Stage, punktowany: za zwycięstwo – 5, drugie miejsce – 4, trzecie – 3, czwarte – 2 i piąte – 1 punkt.
| Miejsce | 1 | 2 | 3 | 4 | 5 |
| Punkty  | 5 | 4 | 3 | 2 | 1 |

Dodatkowo w rajdach pierwszej kategorii (tzw. rajdach dwuetapowych) – wyróżnionych kursywą, pierwsza piątka w klasyfikacji generalnej każdego etapu zdobywa punkty w takim samym stosunku jak w przypadku punktacji Power Stage. W tabeli uwzględniono miejsce, które zajął zawodnik w poszczególnym rajdzie, a w indeksie górnym umieszczono liczbę punktów uzyskanych na ostatnim dodatkowo punktowanym odcinku specjalnym tzw. Power Stage oraz dodatkowe punkty za wygranie etapów rajdu.
| Poz. | Kierowca            | Żmudzi | Polski | Nadwiślański | Rzeszowski | Śląska | Świdnicki | Koszyc | Suma punktów |
| ---- | ------------------- | ------ | ------ | ------------ | ---------- | ------ | --------- | ------ | ------------ |
| 1    | Mikołaj Marczyk     | 15     | 15+5   | 15           | 24+9       | 1      |           | 14+8   | 199          |
| 2    | Wojciech Chuchała   | 31     | 24+4   | 3            | NU3        | 5      | 24        | 23+7   | 149          |
| 3    | Tomasz Kasperczyk   | 5      | 52+3   | 24           | 61         | 8      | 42        | 45+6   | 138          |
| 4    | Kacper Wróblewski   | 4      | 211+1  | 52           | 43+3       | 2      | 15        | 52+4   | 131          |
| 5    | Sylwester Płachytka | 8      | 9      | 4            | 53         | 6      | 3         |        | 88           |
| 6    | Adrian Chwietczuk   | 23     | 43+6   | 7            | NU         | 11     | NU        | 6      | 85           |
| 7    | Łukasz Kotarba      | 7      | 71     | 81           | NU         | 10     | 6         | 31+5   | 83           |
| 8    | Grzegorz Grzyb      | 154    | 35+5   | NU           | 32+3       | 3      | NU        |        | 69           |
| 9    | Maciej Lubiak       | 11     | NU     | 6            | 8          | 7      | 51        |        | 53           |
| 10   | Zbigniew Gabryś     | 9      | 8      | 14           | 9          | 12     | 7         |        | 45           |
| 11   | Łukasz Kabaciński   | 10     | NU     | 9            | 7          | 14     | 32        |        | 30           |
| 12   | Łukasz Byśkiniewicz | 16     | 11     | 10           | 10         | 15     | 10        |        | 26           |
| 13   | Jakub Brzeziński    | 17     | 12     | 17           | 13         | 19     | 12        | 7      | 24           |
| 14   | Jarosław Szeja      | NU     | 6      | NU           | NU         | 4      |           |        | 21           |
| 15   | Jacek Sobczak       |        |        | 11           | 19         | 13     | 8         |        | 17           |
| 16   | Radosław Typa       | 22     | 10     | 12           | NU         | 31     | 13        |        | 14           |
| 17   | Marek Nowak         | 12     | 28     |              | NU         | 16     | 9         |        | 13           |
| 18   | Krzysztof Bubik     | 13     | 16     | 15           | NU         | 21     | 11        | 12     | 13           |
| 19   | Błażej Gazda        | 23     | 18     | 25           | 14         | 27     | 15        | 9      | 12           |
| 20   | Michał Tochowicz    | 26     | NU     |              | 32         | 25     | 17        | 8      | 11           |
| 21   | Jarosław Kołtun     | NU     | NU     | 13           | 11         | 9      |           |        | 11           |
| 22   | Marek Roefler       | 20     | 17     | NU           | 30         | 39     | 20        | 10     | 7            |
| 23   | Marcin Kowal        | 28     | 23     | 34           | 19         | 30     | 29        | 11     | 5            |
| 24   | Adam Sroka          | 18     | 15     | NU           | 12         | 20     | NU        |        | 5            |
| 25   | Kamil Bolek         | 24     | 13     | 24           | 37         | 17     | NU        |        | 3            |
| 26   | Damian Łata         | 25     | 20     |              | NU         | 24     | 14        |        | 2            |
| NK   | Erik Cais           |        |        |              | 15+9       |        |           |        | 44           |
| NK   | Jacek Jurecki       | 62     |        | 37           |            |        |           |        | 17           |
| NK   | Igor Widłak         | NU     | 14     |              |            |        |           |        | 2            |
| NK   | Daniel Chwist       | 14     |        |              |            |        |           |        | 2            |
| NK   | Paweł Hankiewicz    |        |        |              | 15         | 35     |           |        | 1            |
| Poz. | Kierowca            | Żmudzi | Polski | Nadwiślański | Rzeszowski | Śląska | Świdnicki | Koszyc | Suma punktów |

| Kolor     | Opis                   |
| --------- | ---------------------- |
| Złoty     | Zwycięzca              |
| Srebrny   | 2 miejsce              |
| Brązowy   | 3 miejsce              |
| Zielony   | Punktowane miejsce     |
| Niebieski | Ukończył nie punktował |
| Fioletowy | Nie ukończył NU        |
| Fioletowy | Nie klasyfikowany NK   |
| Czarny    | Wykluczony X           |
| Biały     | Nie wystartował NW     |
| Puste     | Nie brał udziału       |

1. 1 2  Za Rajd Śląska 2021 przyznano tylko 1/3 punktów i odwołano odcinek Power Stage.

## Statystyki sezonu 2021[20]
Zwycięzcy odcinków specjalnych
| Lp. | Kierowca            | Liczba |
| --- | ------------------- | ------ |
| 1   | Mikołaj Marczyk     | 30     |
| 2   | Wojciech Chuchała   | 10     |
| 3   | Grzegorz Grzyb      | 7      |
| 4   | Erik Cais           | 5      |
| 4   | Kacper Wróblewski   | 5      |
| 6   | Adrian Chwietczuk   | 4      |
| 7   | Tomasz Kasperczyk   | 3      |
| 8   | Sylwester Płachytka | 1      |
| 8   | Jarosław Szeja      | 1      |
| 8   | Łukasz Kotarba      | 1      |

Liderzy rajdu
| Lp. | Kierowca          | Liczba |
| --- | ----------------- | ------ |
| 1   | Mikołaj Marczyk   | 42     |
| 2   | Erik Cais         | 9      |
| 3   | Kacper Wróblewski | 8      |
| 4   | Wojciech Chuchała | 3      |
| 4   | Grzegorz Grzyb    | 3      |
| 6   | Adrian Chwietczuk | 2      |

## Zwycięzcy klas, zespoły i kluby

### Punktacja RSMP – Klasyfikacja 2WD[21]
| Miejsce | Kierowca         | Pilot             | Punkty |
| ------- | ---------------- | ----------------- | ------ |
| 1       | Jakub Brzeziński | Dariusz Burkat    | 199    |
| 2       | Krzysztof Bubik  |                   | 154    |
| 3       | Błażej Gazda     | Maciej Mikuliszyn | 125    |

### Punktacja RSMP – Klasyfikacja w klasie 2[22]
| Miejsce | Kierowca          | Pilot                 | Punkty |
| ------- | ----------------- | --------------------- | ------ |
| 1       | Mikołaj Marczyk   | Szymon Gospodarczyk   | 199    |
| 2       | Wojciech Chuchała | Sebastian Rozwadowski | 149    |
| 3       | Kacper Wróblewski | Jakub Wróbel          | 138    |

### Punktacja RSMP – Klasyfikacja w klasie 3[23]
| Miejsce | Kierowca            | Pilot              | Punkty |
| ------- | ------------------- | ------------------ | ------ |
| 1       | Łukasz Byśkiniewicz | Zbigniew Cieślar   | 194    |
| 2       | Radosław Typa       | Paweł Pochroń      | 136    |
| 3       | Kamil Bolek         | Łukasz Jastrzębski | 118    |

### Punktacja RSMP – Klasyfikacja w klasie 4[24]
| Miejsce | Kierowca         | Pilot             | Punkty |
| ------- | ---------------- | ----------------- | ------ |
| 1       | Jakub Brzeziński | Dariusz Burkat    | 235    |
| 2       | Błażej Gazda     | Maciej Mikuliszyn | 159    |
| 3       | Adam Sroka       | Patryk Kielar     | 116    |

### Punktacja RSMP – Klasyfikacja w klasie Open 4WD[25]
| Miejsce | Kierowca      | Pilot               | Punkty |
| ------- | ------------- | ------------------- | ------ |
| 1       | Marcin Kowal  | Sebastian Lenkowski | 208    |
| 2       | Marek Roefler | Marek Bała          | 204    |
| 3       | Marek Temple  |                     | 58     |

### Punktacja RSMP – Klasyfikacja w klasie Open 2WD[26]
| Miejsce | Kierowca             | Pilot             | Punkty |
| ------- | -------------------- | ----------------- | ------ |
| 1       | Krzysztof Bubik      |                   | 184    |
| 2       | Jacek Sobczak        | Michał Marczewski | 124    |
| 3       | Sławomir Strychalski | Patryk Olejniczak | 48     |

### Punktacja RSMP – Klasyfikacja w klasie HR2[27]
| Miejsce | Kierowca        | Pilot         | Punkty |
| ------- | --------------- | ------------- | ------ |
| 1       | Jacek Michalski | Adam Binięda  | 167    |
| 2       | Paweł Grzywacz  | Błażej Czekan | 129    |
| 3       | Paweł Wysocki   |               | 69     |

### Punktacja RSMP – Klasyfikacja w klasie HR3[28]
| Miejsce | Kierowca       | Pilot            | Punkty |
| ------- | -------------- | ---------------- | ------ |
| 1       | Marcin Gaciarz | Henryk Sosnowski | 117    |
| 2       | Maciej Watras  | Kamil Kluczewski | 64     |

### Punktacja RSMP – Klasyfikacja w klasie HR4[29]
| Miejsce | Kierowca       | Pilot          | Punkty |
| ------- | -------------- | -------------- | ------ |
| 1       | Michał Różycki | Bartosz Sajdak | 116    |
| 2       | Adam Rachfał   | Sławomir Leja  | 89     |
| 3       | Jerzy Smagała  |                | 82     |

### Punktacja RSMP – Klasyfikacja w klasie HR BMW[30]
| Miejsce | Kierowca     | Pilot | Punkty |
| ------- | ------------ | ----- | ------ |
| 1       | Jakub Wolski |       | 35     |

### Punktacja RSMP – Klasyfikacja klubowa[31]
| Miejsce | Klub                    | Punkty |
| ------- | ----------------------- | ------ |
| 1       | Automobilklub Polski    | 552    |
| 2       | Automobilklub Śląski    | 282    |
| 3       | Automobilklub Warmiński | 200    |

### Punktacja RSMP – Klasyfikacja Zespołów Sponsorskich[32]
| Miejsce | Zespół                          | Punkty |
| ------- | ------------------------------- | ------ |
| 1       | ATLAS WARD XARIS 190 RALLY TEAM | 190    |
| 2       | ORLEN TEAM                      | 160    |
| 3       | TIGER ENERGY DRINK RALLY TEAM   | 141    |

### Punktacja RSMP – Klasyfikacja Zespołów Producenckich[33]
| Miejsce | Zespół  | Punkty |
| ------- | ------- | ------ |
| 1       | Subaru  | 68     |
| 2       | Hyundai | 40     |
| 3       | Toyota  | 24     |

### Punktacja RSMP – Klasyfikacja w klasie Debiutant[34]
| Miejsce | Zespół             | Punkty |
| ------- | ------------------ | ------ |
| 1       | Gracjan Predko     | 115    |
| 2       | Artur Bal          | 57     |
| 3       | Robert Kaczorowski | 36     |